# Tom's Diner

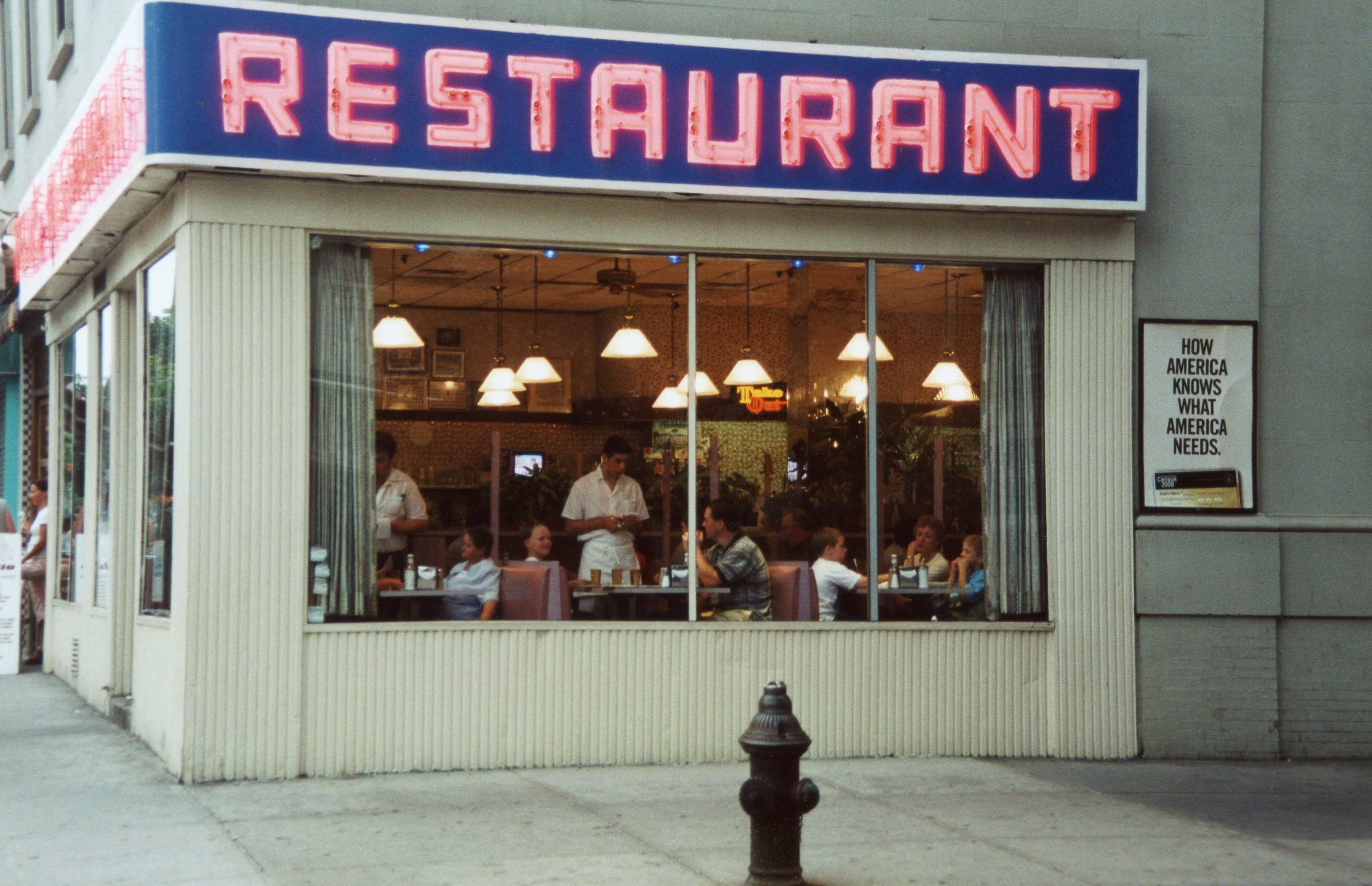
Tom's Restaurant, het restaurant waar het liedje over gaat

"Tom's Diner" is een popnummer, geschreven in 1981 door Suzanne Vega, maar pas in 1987 uitgebracht als openingstrack op haar album, "Solitude Standing" (1987).
Het nummer is daarna door verschillende andere groepen gecoverd. Het nummer komt er tweemaal voor: in de a capella-versie (zonder instrumenten) en "Tom's diner (Reprise)", juist omgekeerd: een instrumentale versie, zonder zang.
In de zomer van 1990 werd het nummer zonder haar toestemming hermixt in een dance-versie door een groep genaamd DNA. Vega's platenmaatschappij besloot na overleg met haar om de remixers (ze vond de remix leuk) niet aan te klagen wegens auteursrechtenschending, maar het nummer zelf uit te brengen op single. De remix werd een grotere hit dan het oorspronkelijke nummer, en diverse andere artiesten brachten covers uit, of gebruikten samples uit het lied. Een aantal van deze nummers zijn later weer samen uitgebracht op één album, Tom's Album.

## Totstandkoming
Tom's Diner is een bestaand 'café' in New York en het nummer beschrijft een ochtend die Suzanne Vega er beleefde.
Op basis van de tekst van het nummer kan men de dag die wordt bezongen achterhalen:
I open up the paper. There's a story of an actor who had died while he was drinking. It was no one I had heard of. And I'm turning to the horoscope and looking for the funnies
Op 18 november 1981 stond op de voorpagina van de New York Post een artikel over de dood van acteur William Holden. Op die dag regende het echter niet zoals in het nummer. Suzanne Vega verklaarde later dat de tekst samengesteld was uit de gebeurtenissen op meerdere dagen.

## Achtergrond
De remix versie van DNA feat. Suzanne Vega werd in de zomer van 1990 op 7" en 12" vinylsingle en op cd-single uitgebracht en werd een hit in een groot deel van Europa, de Verenigde Staten, Canada en in Oceanië.
In thuisland de Verenigde Staten werd de 5e positie in de Billboard Hot 100 bereikt, in Canada de 13e en in Australië en Nieuw-Zeeland de 8e positie. In Duitsland, Oostenrijk en Zwitserland werd de nummer 1-positie behaald en in Frankrijk de 16e.
In Nederland was de plaat op vrijdag 10 augustus 1990 Veronica Alarmschijf op Radio 3 en werd mede hierdoor een gigantische hit in de destijds twee landelijke hitlijsten op de nationale publieke popzender. De plaat bereikte de 2e positie in de Nederlandse Top 40 en de 4e positie in de Nationale Top 100.
In België bereikte de plaat de 3e positie in zowel de voorloper van de Vlaamse Ultratop 50 als de Vlaamse Radio 2 Top 30.

## Trivia
Het nummer 'Tom's Diner' was het eerste nummer dat gebruikt werd om het MP3-audioformaat mee te ontwikkelen. Dit gebeurde in 1993 door Karlheinz Brandenburg aan het Fraunhofer-Instituut voor telecommunicatie in Berlijn. Brandenburg luisterde er opnieuw en opnieuw naar terwijl hij de bestandsgrootte trachtte te verkleinen zonder te veel in te boeten aan kwaliteit. Hij doopte Vega vervolgens als 'moeder van de MP3'.

## Covers
Enkele artiesten hebben dezelfde beat gebruikt:
- 2Pac - Dopefiend's Diner
- Yo Gotti - Standing In The Kitchen
- Drake - Juice
- Fall Out Boy - Centuries